# Brandmerking (lijfstraf)

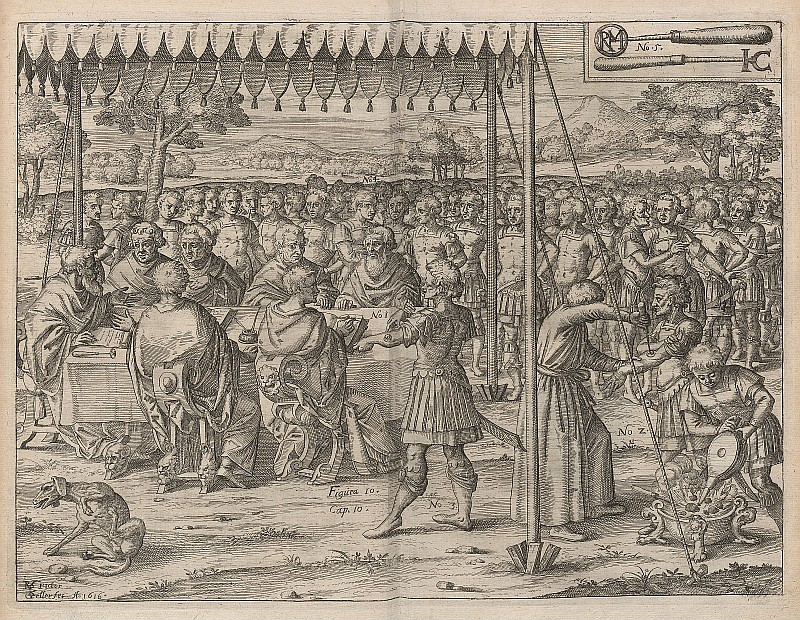
Een oude tekening waarop rechtsonder mensen gebrandmerkt worden

Brandmerking is een lijfstraf waarbij een gloeiend ijzer (brandijzer), meestal op het gelaat, zoals de wangen of het voorhoofd wordt geplaatst dat een brandmerk achterlaat.
Het brandmerk is in Nederland in 1854 afgeschaft, het werd geschrapt uit het strafrecht. De brandmerking werd onder andere als politiemaatregel toegepast, teneinde recidivisten en de terugkerende verbannen personen gemakkelijker te kunnen herkennen.
Daar elke stad haar eigen speciale brandmerk bezat, kon de rechter het gerechtelijk boeksken (strafregister) van de delinquenten snel aflezen. De beul smeerde vaak buskruit in de gebrande wond, om zodoende een duidelijke brandtekening te verkrijgen.
In de 14e eeuw werd deze straf voornamelijk voor bedrog en vervalsing uitgevoerd, later – voornamelijk in de 16e eeuw – ook voor diefstal, landloperij en prostitutie.
Onder invloed van het Canoniek recht (vanaf medio 17e eeuw) werd het brandmerken in het gezicht bij wet verboden, evenals het afsnijden van de oren. Het brandmerken bleef nog tot het begin van de 19e eeuw in gebruik, maar dan op schouder, bovenarm en rug.
Als brandmerk werd in de regel gekozen voor het stadswapen of de eerste letter van de stadsnaam, voor tot de galeien veroordeelden werd de letter "G" ingebrand, in sommige landen, en onder andere in de Amerikaanse staat Pennsylvania, werd de letter "A" (van adultery) gebruikt voor overspelige vrouwen, in Frankrijk werd tot halverwege de 18e eeuw het Franse symbool fleur de lis ondersteboven op borst of schouder gebrand.